# Villa Mandessi Bell

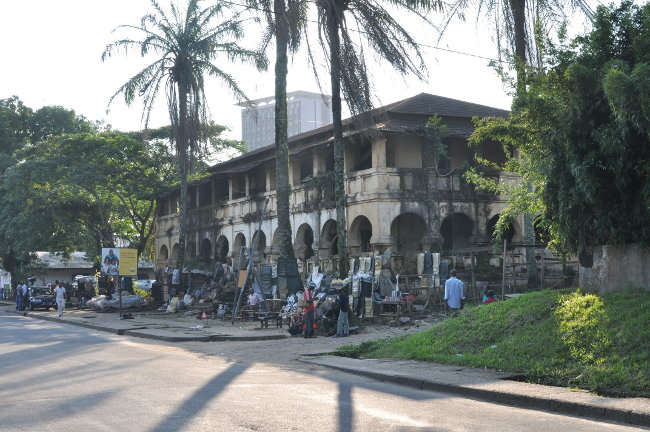
Die Villa Mandessi Bell, 2013.

Die Villa Mandessi Bell in Douala ist ein Gebäude, das von 1904 bis 1910 von David Mandessi Bell, einem reichen Plantagenbesitzer, Verwandten und Stellvertreter des Königs Rudolf Manga Bell, erbaut wurde. Dieses im Kolonialstil erbaute Gebäude gilt bis heute als Zeugnis der deutschen Kolonialherrschaft in Kamerun und liegt im Stadtteil Bonanjo in der Nähe des Wouri.

## Geschichte

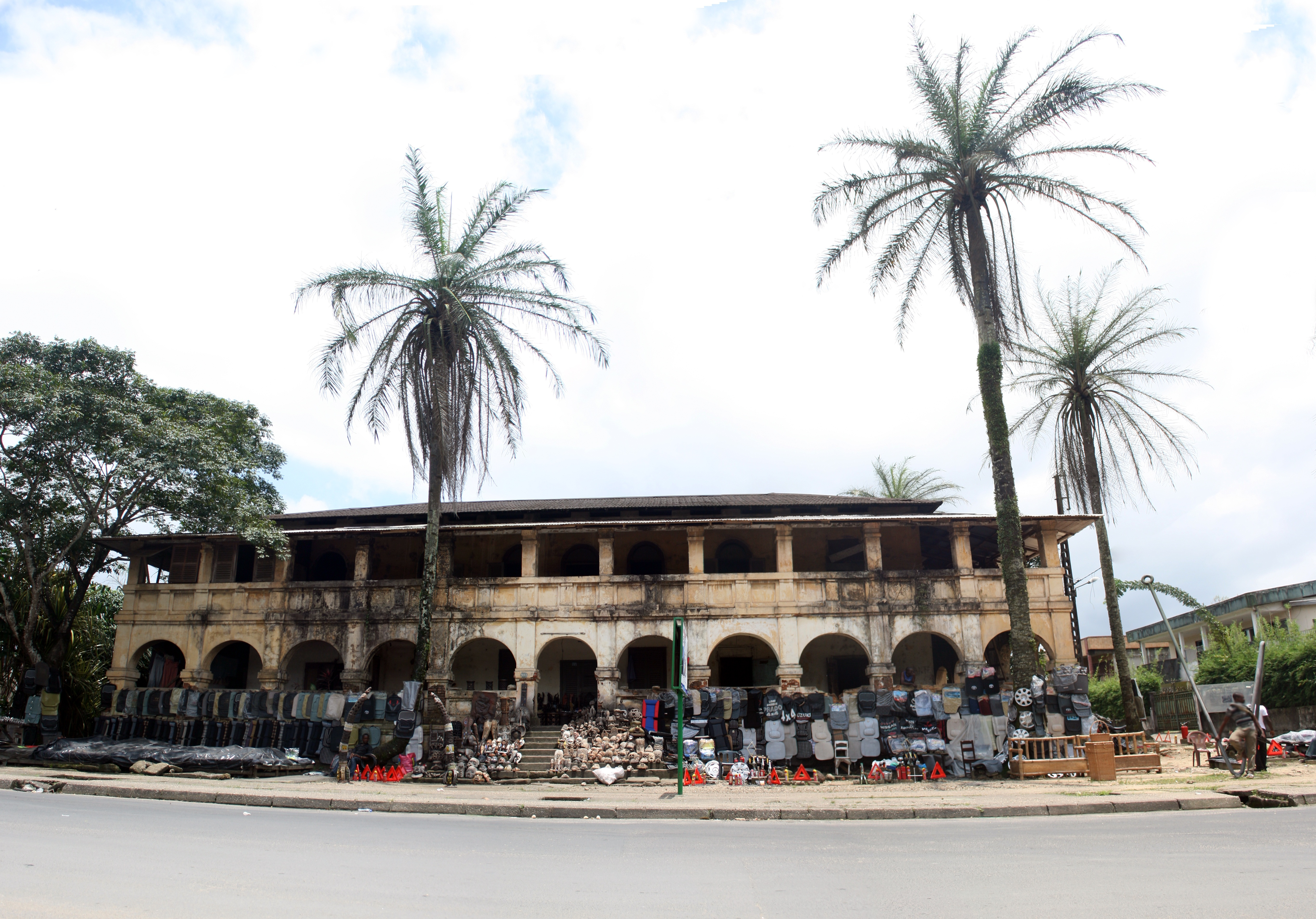
Villa Mandessi Bell Douala

Im 19. Jahrhundert lebte die Küstenbevölkerung in der Region am Wouri hauptsächlich vom Handel und profitierte von ihrer geografischen Lage und von den Folgen des Sklavenhandels. Dessen Abschaffung ab 1840 zwang die meisten von ihnen, sich neuen Einnahmequellen zuzuwenden. So auch David Mandessi Bell, der aus der Königsfamilie Bell und damit aus der Oberschicht der Bevölkerung stammte und mehrere Plantagen in Nkam und am Mungo anlegte und so zu Reichtum gelangte. Er vererbte das Gebäude in der Folge seinem Sohn Sam (1911–1978), der weiterhin dafür sorgte, dass die Einkünfte aus der Landwirtschaft florierten.

## Architektur

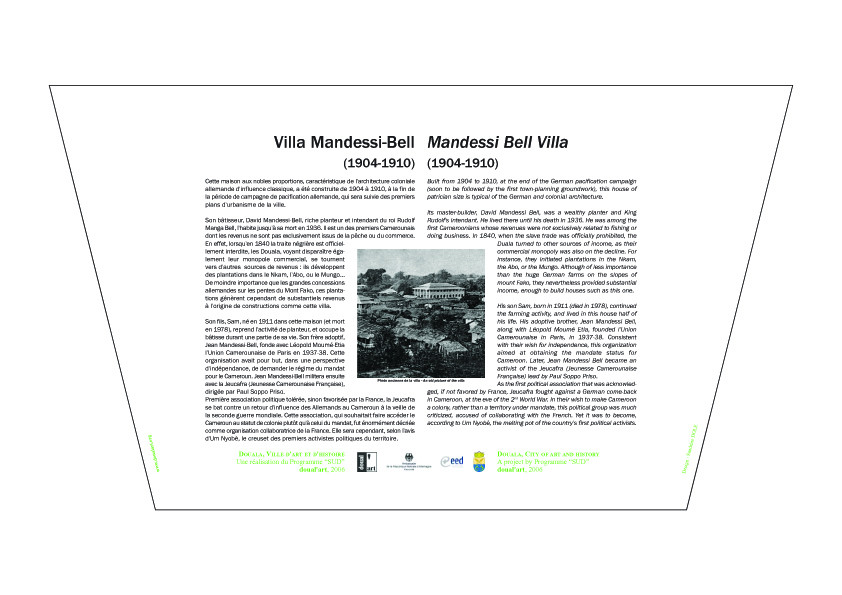
Weitere Informationen zur Villa

Das Gebäude hat eine rechteckige Form und ist zur Regulierung der Temperatur aus Terrakottasteinen gebaut. Sein großes Blechdach ermöglicht den Zugang und die Kanalisierung des Windes und schützt vor Stürmen und häufigen Regenfällen in diesem Küstengebiet, in dem ein äquatoriales Klima herrscht.
Die architektonische Dimension dieses Gebäudes zeugt von Mandessi Bells Wunsch, seinen geschäftlichen Erfolg auch nach außen deutlich zu machen.
Seit 2006 wird das Gebäude durch eine von der gemeinnützigen Kunst- und Kulturorganisation doual’art gestiftete und von Sandrine Dole entworfene Hinweistafel hervorgehoben. Die Tafel zeigt ein historisches Bild des Gebäudes und eine Beschreibung seiner Geschichte.